# 田続
田 続（でん ぞく/でん しょく、生没年不詳）は、中国の三国時代の軍人。魏に仕えた。幽州右北平郡無終県の人。従祖父は田疇。

## 生涯
田疇の実子が早世したため、その家系が絶えることを惜しんだ曹丕（文帝）の命令で、田続が後を継いで関内侯に任じられたとも、また田疇が死去するかなり前に実子が早世したため、田疇が死に臨んで家督を譲ったとも言われている。
263年の蜀漢討伐では、鍾会に従って護軍を務めた。蜀漢の姜維は剣閣で抵抗したが、鄧艾の軍勢によって諸葛瞻が敗死した知らせを受けると撤退した。これを田続・龐会が追ったとある（陳寿『三国志』「鍾会伝」）。習鑿歯『漢晋春秋』によると、鄧艾の指揮下に入り共に間道迂回軍に参加し、江油城攻めで功を挙げた。ところがその後、鄧艾が兵士を休ませることなく山越えして侵攻を続けようとしたため、鄧艾に休息を進言した。しかしこれが鄧艾の怒りに触れ、斬首されそうになっている。このときは周囲の取り成しで助けられたが、田続はこのことが基で鄧艾を恨むようになったという。
蜀滅亡後、鍾会による反乱騒ぎの中で、かつて鍾会の命令で鄧艾を捕縛し、鄧艾に復讐されることを恐れていた衛瓘から、同じく鄧艾に恨みを持っているということで暗殺命令を受けた。田続はこれを受けて、綿竹西部で鄧艾を殺している（『漢晋春秋』）。ただし、陳寿の記述に従えば、江油城攻めの時点では鍾会麾下にいたことになるため、どちらが正しいか不明である。